# Sức mạnh diệu kỳ
Sức mạnh diệu kỳ (tiếng Nga: Волшебная сила) là một phim hài của đạo diễn Naum Birman, ra mắt lần đầu năm 1971.

## Nội dung
- Phần 1: Những kẻ báo thù lớp 2B (Мстители из 2-го В)
- Phần 2: Xin chào, Pushkin ! (Здравствуй, Пушкин !)
- Phần 3: Sức mạnh diệu kỳ của nghệ thuật (Волшебная сила искусства)

## Diễn viên
- Lyudmila Senchina
- Nikolai Trofimov
- Konstantin Tsenkayev
- Nina Urgant
- Tanya Doronina
- Igor Korolyov
- Arkady Raykin
- Lyudmila Vasyutinskaya
- Pavel Pankov
- Anna Lisyanskaya

## Ê-kíp
- Âm nhạc: Aleksandr Kolker
- Âm thanh: Boris Khutoryansky
- Dựng phim: Aleksandr Chirov
- Thiết kế sản xuất: Aleksey Fyodorov